# Austern-Seitling
Der Austern-Seitling oder Austernpilz (Pleurotus ostreatus) ist eine Pilzart aus der Familie der Seitlingsverwandten. Der gute Speisepilz war ursprünglich nur bei niedrigen Temperaturen zu finden. Durch ausgewilderte Zuchtformen, die zur Fruktifikation keinen Kältereiz benötigen, kommt er mittlerweile das gesamte Jahr über vor.

## Merkmale

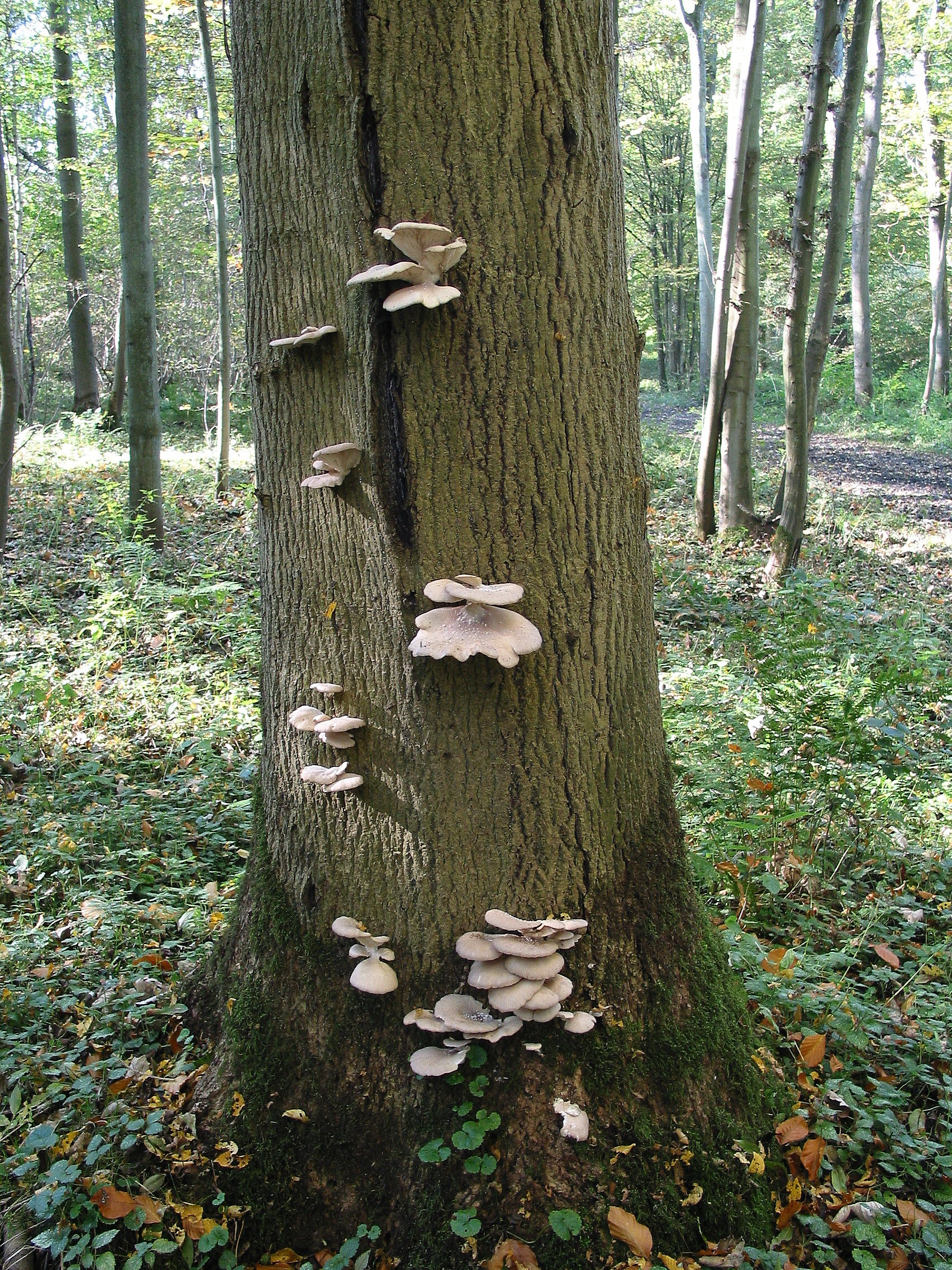
Fruchtkörper des Austern-Seitlings am Stamm eines Laubbaums

Im Handel angebotene, kultivierte Fruchtkörper können ein von Wildformen abweichendes Aussehen zeigen.
Der Austern-Seitling erscheint meist in dichten Büscheln am Substrat. Die einzelnen Fruchtkörper haben zunächst eine zungen- bis spatelförmige Form und später einen muschel- bis halbkreisförmigen Habitus.
Der Stiel ist 1–4 cm lang, 1–3 cm breit und sitzt meist seitlich am Hut an. Er kann auch nur rudimentär ausgebildet sein. Die Oberfläche ist fein filzig, am Grund auch striegelig zottig.
Der Hut kann einen Durchmesser von 5–25 cm erreichen. Junge Exemplare besitzen eingerollte Ränder, die im Alter lappig einreißen. Die Huthaut ist glatt, kahl und glänzend, manchmal faserig und trocken. Das Farbspektrum reicht von blaugrau, schiefer- bis schwarzgrau über dunkelbraun bis hin zu olivbräunlich oder völlig weiß. Beim Eintrocknen oder bei älteren Exemplaren kann der Hut, besonders am Rand, gelbliche Verfärbungen zeigen.
Die Lamellen an der Unterseite sind weißlich und stehen gedrängt. Sie laufen deutlich am Stiel herab und verzweigen maschenartig. Das reichlich abgegebene Sporenpulver ist weiß.
Auch das Fleisch ist weiß, selten bräunlich, hat jung eine weiche Konsistenz und riecht angenehm. Im Alter wird es rasch zäh und riecht dann muffig.

## Ökologie
Der Austern-Seitling ist ein Saprobiont oder Schwächeparasit hauptsächlich an Laubhölzern, insbesondere Buchen, und seltener an Nadelholz. In Deutschland wählt er vorwiegend die Rotbuche als Substrat. Der Pilz besiedelt in der Regel das Stammholz und dickere Äste – an stehenden Bäumen können die Fruchtkörper in mehreren Metern Höhe erscheinen. Er wächst gern in dichten Büscheln.
In Kultur wächst der Austern-Seitling auf diversen Substraten wie beispielsweise Stroh, Papier, Kaffeesatz, Fruchtfleisch von Kaffeebohnen und auf Weizenkörnern.
Mitteleuropäische Stämme des Austern-Seitlings fruktifizieren erst bei niedrigen Temperaturen; Andreas Bresinsky fand heraus, dass als Auslösereiz für ihre Entwicklung Temperaturen von unter 11 °C notwendig sind. Die gebildeten Fruchtkörper können Frostperioden überdauern und sporulieren auch noch bei Temperaturen unter dem Gefrierpunkt (nach Bresinsky bis zu −2,8 °C). Dementsprechend war die Art in Mitteleuropa ursprünglich ein „Winterpilz“. Allerdings ist die Zuchtform zur Fruktifikation nicht auf den Kältereiz angewiesen. In Kultur sind vornehmlich aus Florida stammende Formen, die als cv. „Florida“ bezeichnet werden; sie sind etwas heller als die mitteleuropäische Wildform. Ausgewilderte Populationen dieser Zuchtformen haben sich mittlerweile weit verbreitet, sodass der Austern-Seitling inzwischen das gesamte Jahr über häufig zu finden ist.
Jüngere Forschungsergebnisse legen nahe, dass Austernpilze – auch verglichen mit anderen Pilzen – aufgrund von Verdunstungskälte bedeutend kühler als ihre Umgebung sind (knapp 6 °C).

### Nematophager Pilz
Der Austern-Seitling ist einer der wenigen omnivoren Pilze; er kann neben pflanzlichem Material nicht nur Bakterien verwerten, sondern als nematophager Pilz auch Fadenwürmer, die er mithilfe seiner Toxocysten vergiftet. Die Toxocysten sind blastokonidienähnliche eiförmige Strukturen in einem umhüllten Flüssigkeitstropfen, der ein Toxin enthält, das Nematoden bei Kontakt lähmt. Pilzhyphen dringen in die gelähmten bzw. getöteten Älchen ein, die sodann verdaut werden.

## Artabgrenzung

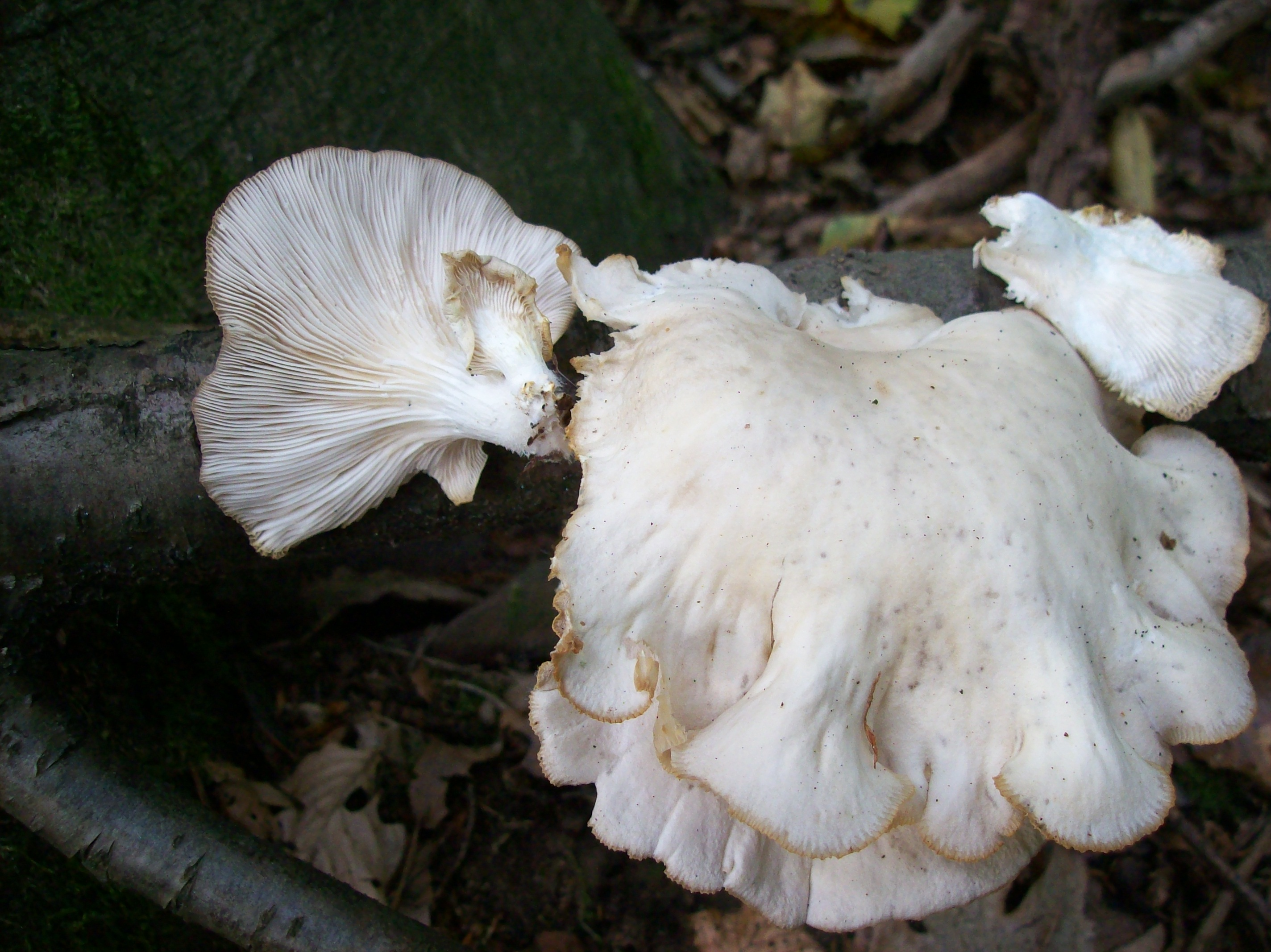
Weiße Sommerform des Austern-Seitlings

Der Austern-Seitling in seiner typischen Form ist relativ leicht kenntlich. Jedoch kann insbesondere die Unterscheidung weißlicher Sommerformen des Austern-Seitlings von anderen essbaren Vertretern der Gattung Seitlinge (Pleurotus) schwierig sein.
- Ohne Frosteinfluss wachsende Exemplare können dem Lungen-Seitling (Pleurotus pulmonarius) sehr ähnlich sehen. Dieser ist perlweiß bis grau oder bräunlich gefärbt, jedoch immer ohne Blautöne. Er ist dünnfleischiger und riecht oft angenehm süßlich nach Anis. Seine Stielbasis ist feinfilzig, nicht zottig wie beim Austern-Seitling. Sein Hut gilbt im Alter oft, allerdings kann auch der Austern-Seitling gilben. Der Lungen-Seitling wächst nur in den Sommermonaten.
- Der Rillstielige Seitling (Pleurotus cornucopiae) hat mehr eingerollte Fruchtkörper mit längerem, zentralerem Stiel und tief herablaufenden, anastomosierenden Lamellen.
- Der Berindete Seitling (Pleurotus dryinus) unterscheidet sich durch sein Velum.
- Der Gelbstielige Muschelseitling (Sarcomyxa serotina) hat einen abgesetzten, gelben Stiel mit braunen Schüppchen und eine olivgrüne Tönung auf der Hutoberfläche.
- Der potentiell stark giftige Ohrförmige Weißseitling (Pleurocybella porrigens) wächst nur auf Nadelholz; er bildet durchscheinend glasig weiße, jung tütenförmige Fruchtkörper ohne Stiel, deren Lamellen an der Anwuchsstelle zusammenlaufen.
- Der ungenießbare Laubholz-Knäueling (Panus conchatus) hat zähes Fleisch und jung eine deutlich violette Tönung, die im Alter verblasst.

## Verbreitung
Der Austern-Seitling ist fast überall auf der Welt in gemäßigten und subtropischen Wäldern verbreitet, fehlt jedoch im pazifischen Nordwesten Nordamerikas, wo stattdessen Pleurotus populinus (Espen-Austernpilz) und auch der Lungen-Seitling zu finden sind.

## Bedeutung

### Kultivierung

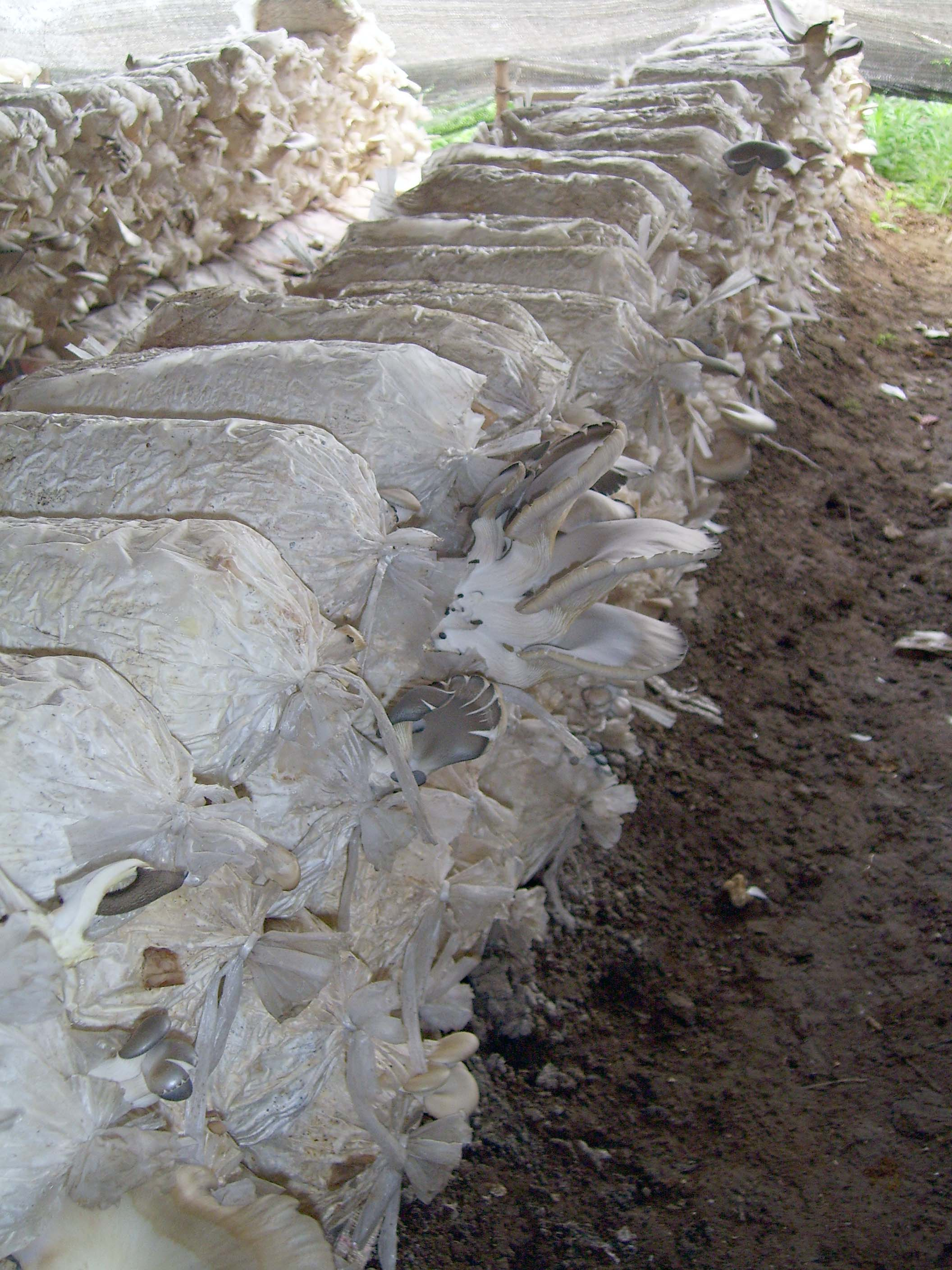
Aufzucht des Austern-Seitlings

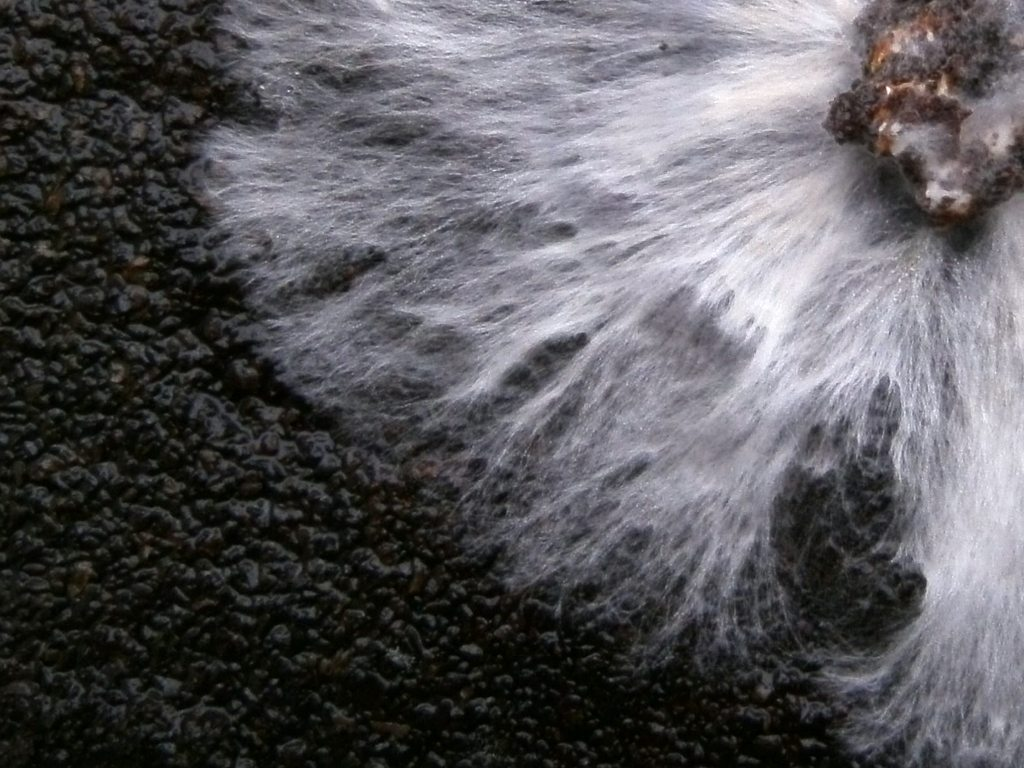
Myzel des Austern-Seitlings auf Kaffeesatz in einer Petrischale

Austern-Seitlinge sind beliebte Speisepilze und werden in großen Mengen kultiviert. Sie kommen als Kalbfleischpilz (und unter anderen Fantasienamen) in den Handel. Als Substrat dienen hauptsächlich Holz und Stroh, daneben können auch andere landwirtschaftliche Abfall- und Nebenprodukte zur Kultivierung genutzt werden. Optimale Kulturbedingungen werden unterschiedlich angegeben, z. B. auf einem Substrat aus sterilisiertem Sägemehl unter schwacher Beleuchtung, gleichbleibender Temperatur zwischen 16 und 18 °C und einer konstanten Luftfeuchte von 83 bis 85 %.
Der Austern-Seitling gehört mit dem Kulturchampignon und dem Shiitake zu den drei weltweit wichtigsten Kulturpilzen. Für 2005/2006 wurde eine jährliche Erntemenge von 2,5 Millionen Tonnen weltweit angegeben, für 2008 in Deutschland 500 Tonnen. Bei der Kultur in geschlossenen Räumen können die reichlich abgegebenen Sporen Gesundheitsprobleme verursachen, da sie eingeatmet allergische Reaktionen auslösen können.

### Heilmittel
In der Tradition unterschiedlicher Kulturen finden verschiedene Pilze als mögliche Heilmittel Verwendung, oft in getrockneter Form. Diätetisch dienen sie einer fettarmen ballaststoffreichen Ernährung und bieten daneben eine Vielfalt an besonderen Inhaltsstoffen, wie Spurenelemente, Mykosterine, besondere Polysaccharide oder auch spezifische enzymatisch wirksame Proteine. Für Pleurotus ostreatus liegen beispielsweise Hinweise auf eine vorbeugende Wirkung hinsichtlich chemisch induzierter Formen von Darmkrebs vor.